# Norbert Killewald

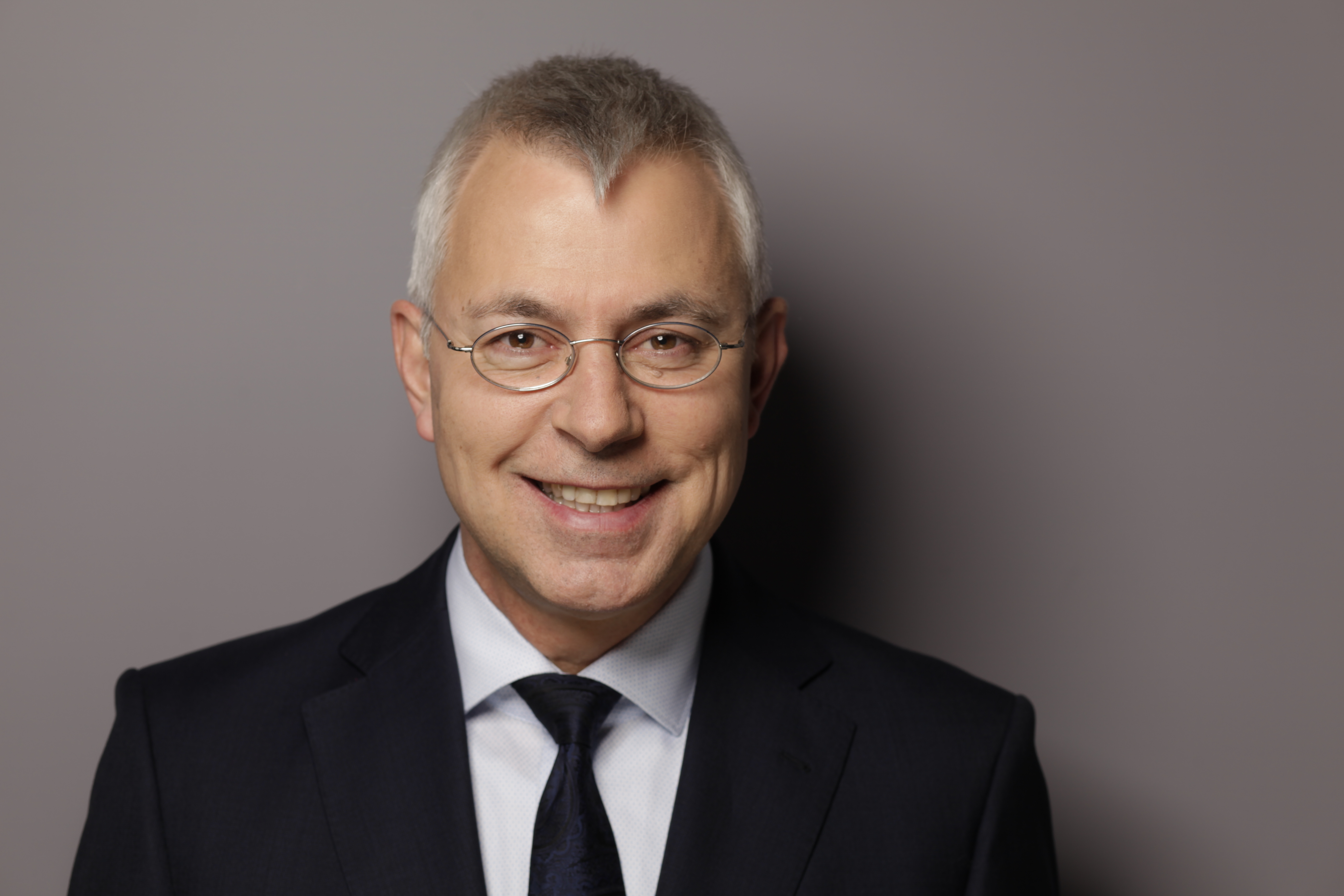
Norbert Killewald

Norbert Killewald (* 10. Februar 1961 in Dinslaken) ist ein deutscher Politiker der SPD. Er war von 2005 bis 2010 Mitglied des Landtages von Nordrhein-Westfalen und von 2010 bis 2015 Behindertenbeauftragter des Landes NRW. Seit 2015 ist er Geschäftsführender Vorstand der Stiftung Wohlfahrtspflege NRW.

## Ausbildung und Beruf
Nach dem Hauptschulabschluss an der Hauptschule Kevelaer 1977 legte Killewald 1978 die Fachoberschulreife und 1982 die Allgemeine Hochschulreife am Gymnasium Kevelaer ab und machte bis 1986 eine Ausbildung als Erzieher an der Liebfrauenschule, Hauswirtschaftliche und Sozialpädagogische Schule des Bistums Münster in Geldern. 1988 bis 1997 studierte er Pädagogik mit Schwerpunkt Erwachsenenbildung an der Universität zu Köln.
Zwischen 1986 und 1989 arbeitete er als Erzieher, bevor er von 1990 bis 1993 als Freier Trainer in den Bereichen EDV und Moderationstechniken arbeitete. Zwischen 1993 und 1998 war er Referatsleiter Kinder- und Jugenderholung beim DRK-Landesverband Nordrhein. Von 1998 bis 2003 war er dort Referent für Schularbeit und von 2001 bis 2004 Leiter der Stabsstelle Strategisches Management. Von 2004 bis 2005 arbeitete er als Koordinator der Landesarbeitsgemeinschaft der Freien Wohlfahrtspflege in Nordrhein-Westfalen. Seit Juni 2015 ist er Vorstandsmitglied sowie Geschäftsführer der Stiftung Wohlfahrtspflege NRW. 
Norbert Killewald ist verheiratet und hat zwei Kinder. Eine seiner Schwestern war Clementia Killewald (1954–2016).

## Politische Karriere
Norbert Killewald trat der SPD im Jahre 1986 bei. Von 1989 bis 1994 und von 1997 bis 2006 war er Mitglied des Stadtrates der Stadt Kevelaer. Bei der Landtagswahl 2005 zog er über die Landesliste der SPD in den Landtag von Nordrhein-Westfalen ein. Im Landtag war er ordentliches Mitglied im Ausschuss für Arbeit, Gesundheit und Soziales, im Ausschuss für Haushaltskontrolle und im Ausschuss für Generationen, Familie und Integration. Als Sozialpolitischer Sprecher der SPD-Fraktion lagen seine Schwerpunkte in der Sozial- und Familienpolitik.
Bei der Wahl zum Bürgermeister der Stadt Kevelaer 2009 kandidierte Killewald gegen Amtsinhaber Axel Stibi, unterlag ihm jedoch mit 46,3 % zu 53,7 % der Stimmen.
Von September 2010 bis 2015 war Killewald Behindertenbeauftragter der nordrhein-westfälischen Landesregierung. Zur Landtagswahl 2017 trat er als Direktkandidat im Wahlkreis 53 (Kleve I) an, erreichte jedoch nicht den nötigen Stimmenanteil zum Einzug ins Parlament.